# Texaco Caribbean
Die Texaco Caribbean war ein Tankschiff, das 1971 nach einer Kollision im Ärmelkanal sank.

## Beschreibung
Das Schiff wurde unter der Baunummer 1139 auf der Werft Kieler Howaldtswerke AG gebaut und 1965 abgeliefert. Das Schiff gehörte dem Unternehmen Texaco Panama, einer Tochtergesellschaft der US-amerikanischen Texaco. Bereedert wurde es von der im Vereinigten Königreich ansässigen Texaco Overseas Tankship. Das Schiff war für den Transport von petrochemischen Produkten und Schmierölen konzipiert und wurde dafür regelmäßig zwischen Trinidad und Europa eingesetzt.
Angetrieben wurde das Schiff von einer Dampfturbine, die auf einen Propeller wirkte. Die Decksaufbauten verteilten sich auf einen Bereich nach etwa einem Drittel der Schiffslänge, hier befand sich u. a. die Brücke des Schiffes, sowie einen Bereich im hinteren Drittel des Schiffes, wobei sich in diesem Bereich auch der Maschinenraum im Rumpf des Schiffes befand. Die Ladungstanks befanden sich vor dem Brückenhaus sowie zwischen den Decksaufbauten. Im Bereich der Ladungstanks hinter dem Brückenhaus waren zwei Ladebäume für die Schlauchübernahme installiert.

## Kollision
| \| Ungefährer Ort der Kollision \| |
| Ungefährer Ort der Kollision       |

Im Januar 1971 befand sich der unter der Flagge Panamas betriebene Tanker auf einer Ballastreise von den Niederlanden nach Trinidad. Am 11. Januar 1971 kollidierte er in dichtem Nebel in der Straße von Dover mit dem unter der Flagge Perus fahrenden Frachter Paracas, der sich mit einer Ladung Fischmehl und Fischöl auf der Reise von Peru nach Hamburg befand. Der Frachter fuhr dabei unter Missachtung des erst wenige Jahre zuvor in der Straße von Dover eingeführten Verkehrstrennungsgebietes vor der Küste des Vereinigten Königreichs und damit entgegen der hier herrschenden Verkehrsrichtung.
Bei der Kollision explodierte die Texaco Caribbean und brach in zwei Teile (damals wurde auf Ballastfahrten noch kein Inertgas genutzt, das nach dem Löschen der Ladung die Entstehung eines explosiven Luft-Gas-Gemisches in den Ladetanks verhindern soll). Acht Seeleute der Texaco Caribbean kamen bei dem Unglück ums Leben, 22 weitere wurden gerettet. Die Paracas wurde schwer beschädigt, blieb aber schwimmfähig und wurde nach Hamburg geschleppt. Bei dem Unglück trat rund 600 t Bunkeröl aus den Treibstofftanks der Texaco Caribbean aus, welches in den folgenden Tagen auf 15 Meilen Teile der englischen Kanalküste zwischen Folkestone und Littlestone verschmutzte.
Am nächsten Tag kollidierte der deutsche Stückgutfrachter Brandenburg, der sich auf dem Weg in die Karibik befand, mit einem der Wrackteile und wurde dabei so stark beschädigt, dass er binnen weniger Minuten sank. Bei dem Unglück kamen 21 Seeleute ums Leben, elf konnten von britischen Fischern gerettet werden (an anderer Stelle ist von 20 Opfern und zehn oder elf Überlebenden die Rede bzw. von 21 Opfern, darunter auch vier mitgereisten Ehefrauen von Besatzungsmitgliedern). Es ist unklar, ob das Wrack nicht markiert oder vertrieben war oder die Schiffsführung der Brandenburg die Markierungen übersehen oder falsch interpretiert hatte.
Am 27. Februar kollidierte das griechische Frachtschiff Niki, das sich auf der Reise von Dunkerque nach Alexandria befand, mit einem Wrackteil und sank. Hierbei kamen 22 Seeleute ums Leben.
Die Wracks der gesunkenen Schiffe wurde in den Monaten nach den Kollisionen von einem Unternehmen in Southampton teilweise geborgen. Reste der Schiffe, die keine Gefahr für die Schifffahrt darstellten, verblieben auf dem Meeresgrund. Die Arbeiten dauerten rund 18 Monate.

## Auswirkungen
Die Kollision der Texaco Caribbean und der Paracas wurden von der Internationalen Seeschifffahrts-Organisation (IMO) zum Anlass genommen, das System der Verkehrstrennungsgebiete verpflichtend zu machen. Das Verkehrstrennungsgebiet in der Straße von Dover war als erstes weltweit im Juni 1967 eingerichtet worden, es hatte aber nur empfehlenden Charakter.
Die Kollisionen der Brandenburg und der Niki mit dem Wrack der Texaco Caribbean, bei denen 43 Seeleute ums Leben kamen, sowie weiterer Schiffe, die das gesperrte Gebiet durchfuhren, führten zur Vereinheitlichung der Seezeichen durch die International Association of Lighthouse Authorities. Gab es zuvor rund 30 verschiedene Systeme, einigte man sich auf zwei Systeme, die in zwei geographische Regionen eingeteilt wurden: Region A umfasst Europa, Afrika, einen Großteil Asiens, Ozeanien und Grönland, während Region B sich über Nord-, Mittel- und Südamerika sowie Japan, Korea, Taiwan und die Philippinen erstreckt. Außerdem führten die Unglücke zur Entwicklung eines einheitlichen Systems zur Verbreitung von Warnmeldungen, das im NAVTEX-System mündete.

## Sonstiges
Das Unglück wurde in der Episode For Those in Peril der BBC-Serie Sea Fever thematisiert.